# Traps (série télévisée)
Traps est une série télévisée américaine en six épisodes de 50 minutes créée par Stephen J. Cannell dont seulement cinq épisodes ont été diffusés du 31 mars 1994 au 27 avril 1994 sur le réseau CBS.
Cette série est inédite dans tous les pays francophones.

## Synopsis
Joe Trapcheck est l'ancien chef de police de Seattle. Malgré sa retraite, il travaille en privé pour des affaires classées. Au cours de ses enquêtes, il rencontre son petit fils Chris et son partenaire Jack Cloud.

## Distribution
- George C. Scott : Joe Trapcheck
- Dan Cortese (en) : Chris Trapcheck
- Bill Nunn : Jack Cloud
- Piper Laurie : Cora Trapcheck
- Lindsay Crouse : Laura Parkhurst

## Épisodes
1. 24 heures sur 24 (The 24/24 Hour Rule)
2. Fête de départ (Retirement Party)
3. Les Outils du Diable (The Devil's Tools)
4. Le Centre (White Center)
5. Triage (Triage)
6. Cuisine déserte (The Empty Kitchen)